# Vergrotingsapparaat

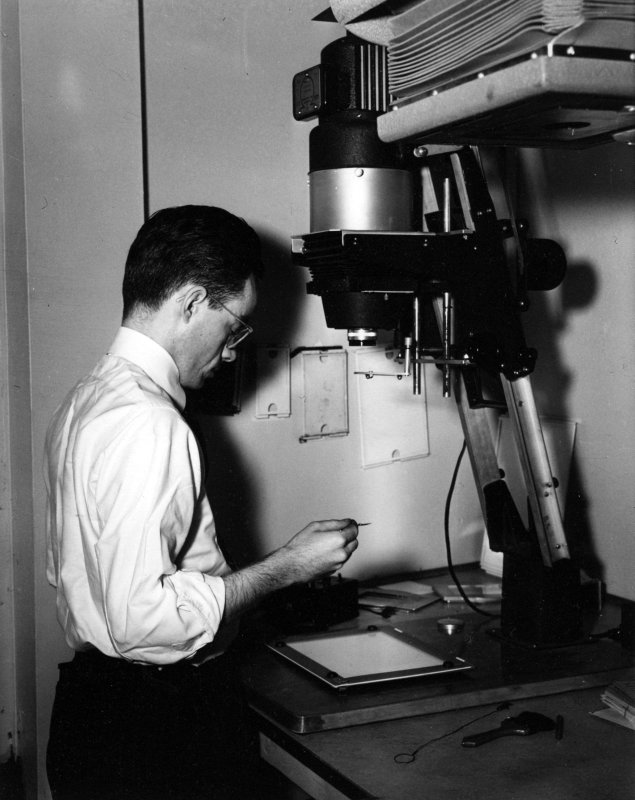
Een vergrotingsapparaat

Een vergrotingsapparaat of vergroter wordt in de fotografie in de donkere kamer gebruikt om van een negatief op film een vergrote afdruk (vergroting) te maken.
Licht schijnt, gebundeld met een condensor of ongebundeld met een diffusor, door het negatief. Een lens (objectief) projecteert dan het beeld op een grondplank, waarop de fotograaf in het donker een vel lichtgevoelig papier heeft gelegd, dat hij gedurende een aantal seconden belicht.
Door de opkomst van eerst de kleurenfotografie en later de digitale fotografie en de industriële automatisering van het afdrukproces worden vergroters door professionele fotografen nauwelijks meer gebruikt. Alleen voor zwart-witafdrukken van hoge kwaliteit op barietpapier zijn vergroters nog onvervangbaar. Wel is er een grote groep van amateurs en kunstenaars die het ambachtelijke proces in de donkere kamer nog prefereert boven digitale beeldmanipulatie met de computer.